# Генерал Мізинчик
Чарльз Шервуд Страттон (4 січня 1838 — 15 липня 1883), більш відомий під своїм сценічним псевдонімом «Генерал Том Тамб» (Генерал Том Великий Палець дослівно, або Генерал Мізинчик як персонаж казки), був американським карликом, який здобув велику популярність як виконавець під керівництвом піонера цирку Ф. Т. Барнума.

## Дитинство та молодість

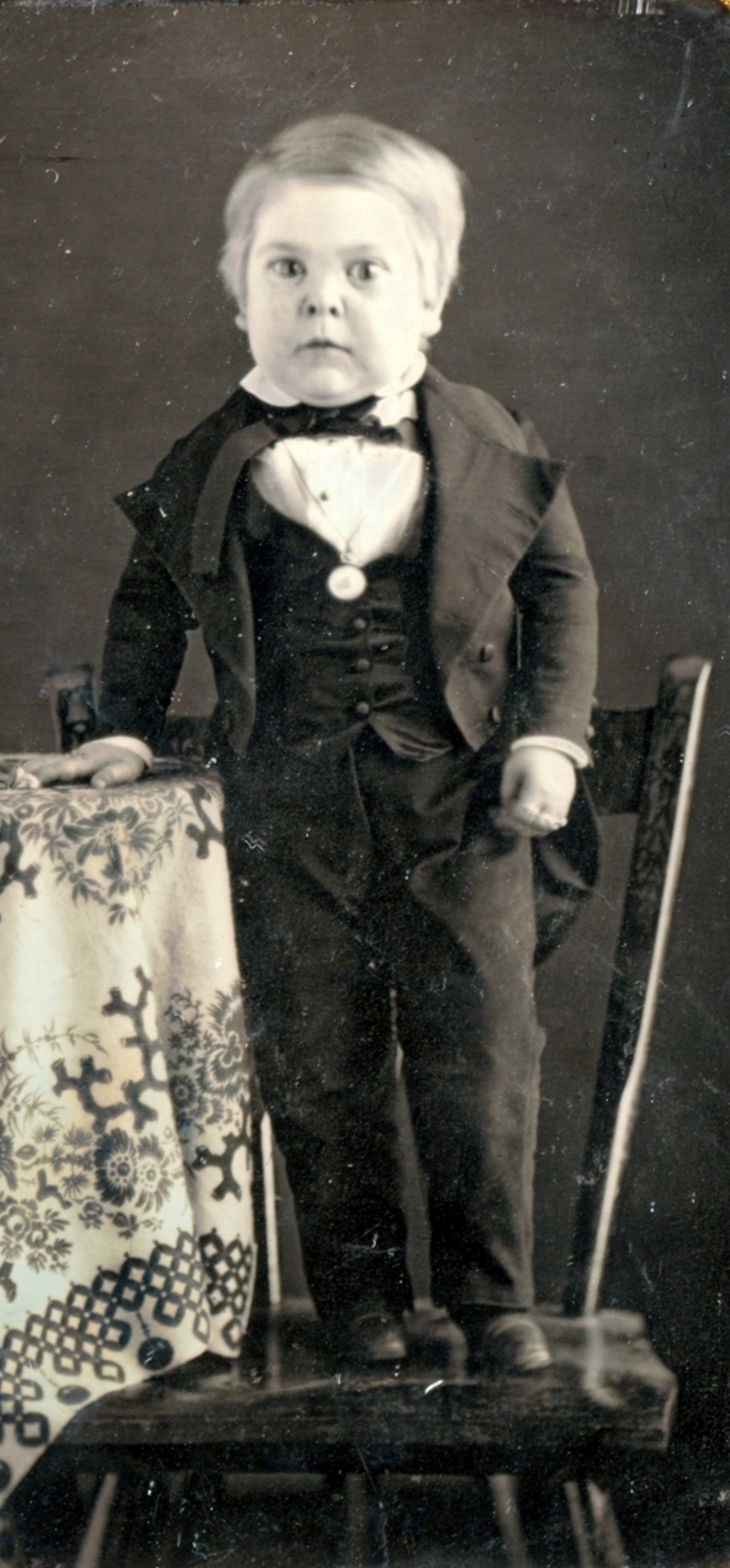
Страттон у віці 10 років

Народився 4 січня 1838 року в Бріджпорті, штат Коннектикут, Страттон був сином теслі на ім'я Шервуд Едвард Страттон, який, у свою чергу, був сином Сета Шервуда Стратона та Емі Шарп. Шервуд одружився зі своєю двоюрідною сестрою Синтією Томпсон, донькою Джозефа Томпсона та Мері Енн Шарп. Бабусі Чарльза Страттона по материнській і батьківській лінії, Емі та Мері Енн Шарп, були маленькими дівчатками-близнюками, які народилися 11 липня 1781 (або 1783) в Оксфорді, Нью-Гейвен, Коннектикут.
Народився в Бріджпорті в сім'ї середнього зросту, Чарльз був відносно великою дитиною, вагою 9 фунтів (4,1 кг) при народженні. Він розвивався і ріс нормально протягом перших шести місяців свого життя, на той момент його зріст становив 25 дюймів (64 см), а вага 15 фунтів (6,8 кг). Потім він раптово перестав рости. Його батьки занепокоїлися, коли після його першого дня народження помітили, що він зовсім не виріс за попередні шість місяців. Вони показали його своєму лікарю, який сказав, що немає шансів, що Чарльз коли-небудь досягне нормального зросту.
З шестимісячного віку до кінця 1842 року (у віці майже п'яти років) Страттон виріс лише на 1 дюйм (2,5 см) і не набрав ваги. Окрім цього, він був цілком нормальною, здоровою дитиною, мав кількох братів і сестер середнього розміру. Його тіло було пропорційним і функціональним.

## Усиновлення Барнумом

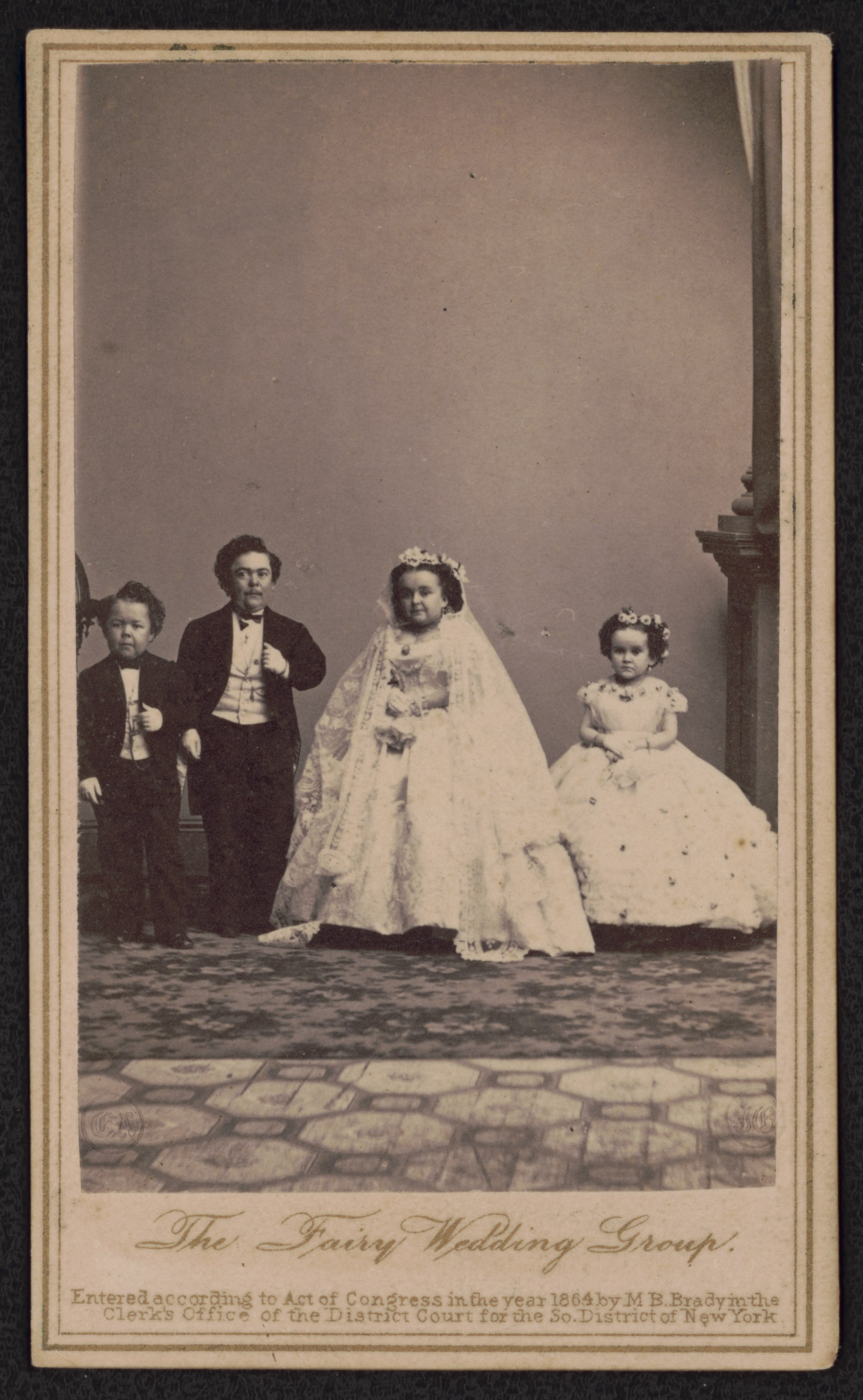
Група «Казкове весілля»: Страттон і його наречена Лавінія Воррен, а також її сестра Мінні та Джордж Вашингтон Моррісон Натт («Комодор Натт»); артисти, пов'язані з Фінеасом Барнумом.

Фінеас Т. Барнум почув про Стратона і, зв'язавшись з його батьками, навчив хлопчика співати, танцювати, робити пантоміми та втілювати себе в образи відомих людей. Барнум також займався бізнесом із батьком Стратона, який помер у 1855 році. Страттон здійснив своє перше турне по Америці у віці п'яти років, з розпорядками, які включали втілення таких персонажів, як Купідон і Наполеон Бонапарт, а також співи, танці та комічні жарти з іншим виконавцем, який діяв як контрастующий персонаж в дуєті. Щоб рекламувати виступи, Барнум назвав Страттона «Генералом Мізинчиком», на честь популярної англійської казки. Тур мав величезний успіх і незабаром розширився.
Через рік Барнум взяв молодого Стратона в тур по Європі, зробивши його міжнародною знаменитістю. Страттон двічі з'являвся перед королевою Вікторією. Він також познайомився з трирічним майбутнім королем Едуардом VII, на той час принцом Уельським. У 1845 році він тріумфував у Театрі Водевіль (Франція) у п'єсі «Хлопчик-мізинчик» Дюмануара і Клервіля. Тур мав величезний успіх, і натовпи натовпилися на нього, куди б він не пішов. Після трирічного туру по Європі Страттон почав свій підйом до слави в Сполучених Штатах. Слава Стратона зростала з дивовижною швидкістю, а його популярність і знаменитість перевершили популярність будь-якого актора за його життя.
Повернувшись додому зі свого другого туру в 1847 році на борту SS Cambria, він привернув увагу дослідника Джона Паллізера, який «був не мало здивований, увійшовши в казенну каюту, почувши найнеприродніший пронизливий вигук сопілки: „Офіціанте! Принесіть мені валлійського кролика“.» Під час подорожі генерал Том Тумб зробив внесок у збір для допомоги жертвам голоду в Ірландії.
Перші виступи Стратона в Нью-Йорку ознаменували переломний момент в історії фрік-шоу. До дебюту Стратона представлення «людських цікавинок» для розваги вважалося нечесним і сприймалося як неприйнятний карнавальний атракціон. Однак після того, як глядачі познайомилися зі Стратоном і його виступами, їх ставлення до фрік-шоу змінилося. Жваві та цікаві виступи Стратона зробили ці типи карнавалів однією з найулюбленіших форм театральних розваг у Сполучених Штатах.
З семи років Стреттон грав у грандіозних довготривалих казкових мелодрамах під керівництвом Ф. Т. Барнума. Декілька мелодрам, які зняв Страттон, були Hop o' My Thumb і Seven League Boots. У цих мелодрамах Стреттону була доручена головна роль, яку він грав неодноразово. У той час як Барнум намагався отримати вигоду з невеликого зросту Страттона, він також мав на меті підкреслити та продемонструвати його численні справжні таланти виконавця. Наприклад, Страттон відзначався кмітливістю у своїх вчинках. Крім того, він був талановитим актором, співаком, танцюристом і коміком. У результаті деякі драматургічні критики не порівнювали його вміння з навичками спільноти фрік-шоу, членом якої він був, а воліли оцінювати його як професійного артиста.
У свій 13-й день народження Страттон мав зріст рівно 2 фути 5 дюймів (74 см). На 18-й день народження він став 2 фути 8,5 дюймів (82,6 см) заввишки. У свій 21-й день народження він був 2 фути 10 дюймів (86 см).
8 жовтня 1862 року він став Великим майстром масонів в ложі Св. Джона № 3 у Бріджпорті, штат Коннектикут. Маючи зріст 2 фути 11 дюймів (89 см) був посвячений у масони разом із чоловіком, який мав 6 футів 3 дюйми (191 см) зросту.
У 1863 році він отримав дипломи командира (масонський лицар-тамплієр) у Гамільтонському командуванні № 5 (Бріджпорт, штат Коннектикут).

## Шлюб і подальше життя

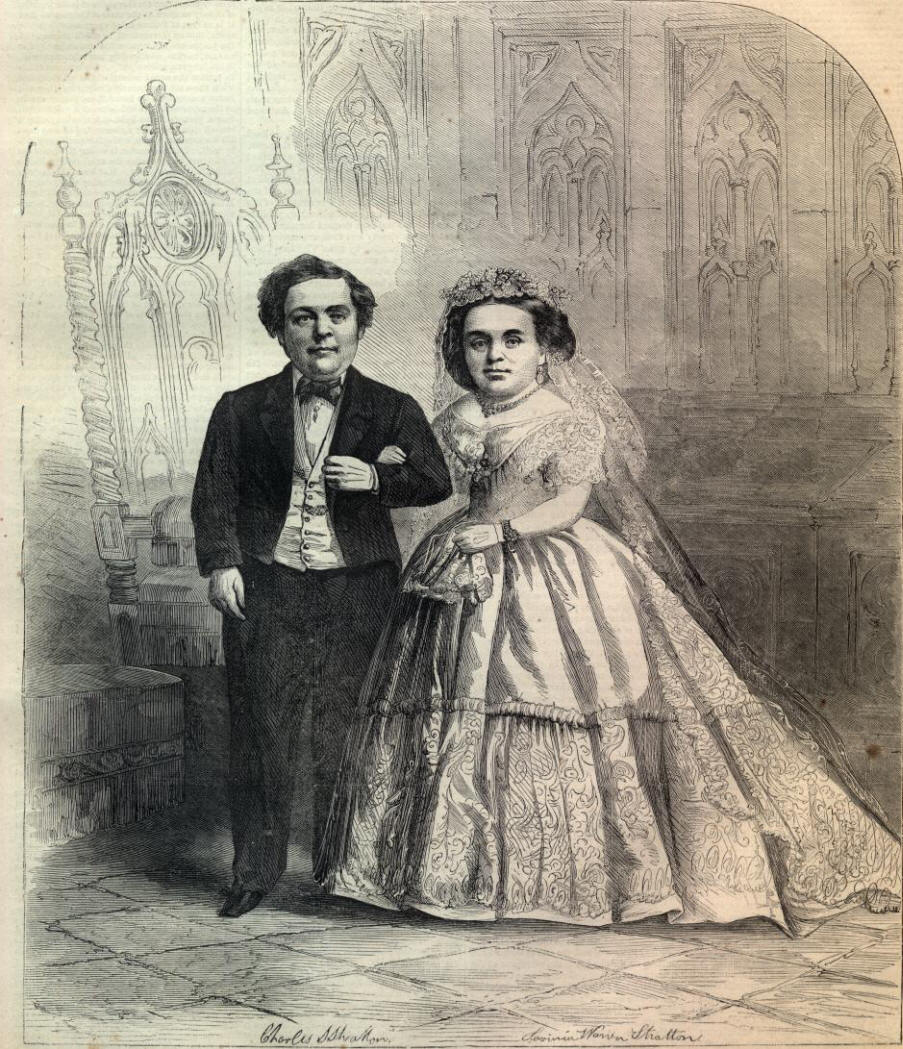
Весільна пара на обкладинці журналу Harper's Weekly 21 лютого 1863 року.

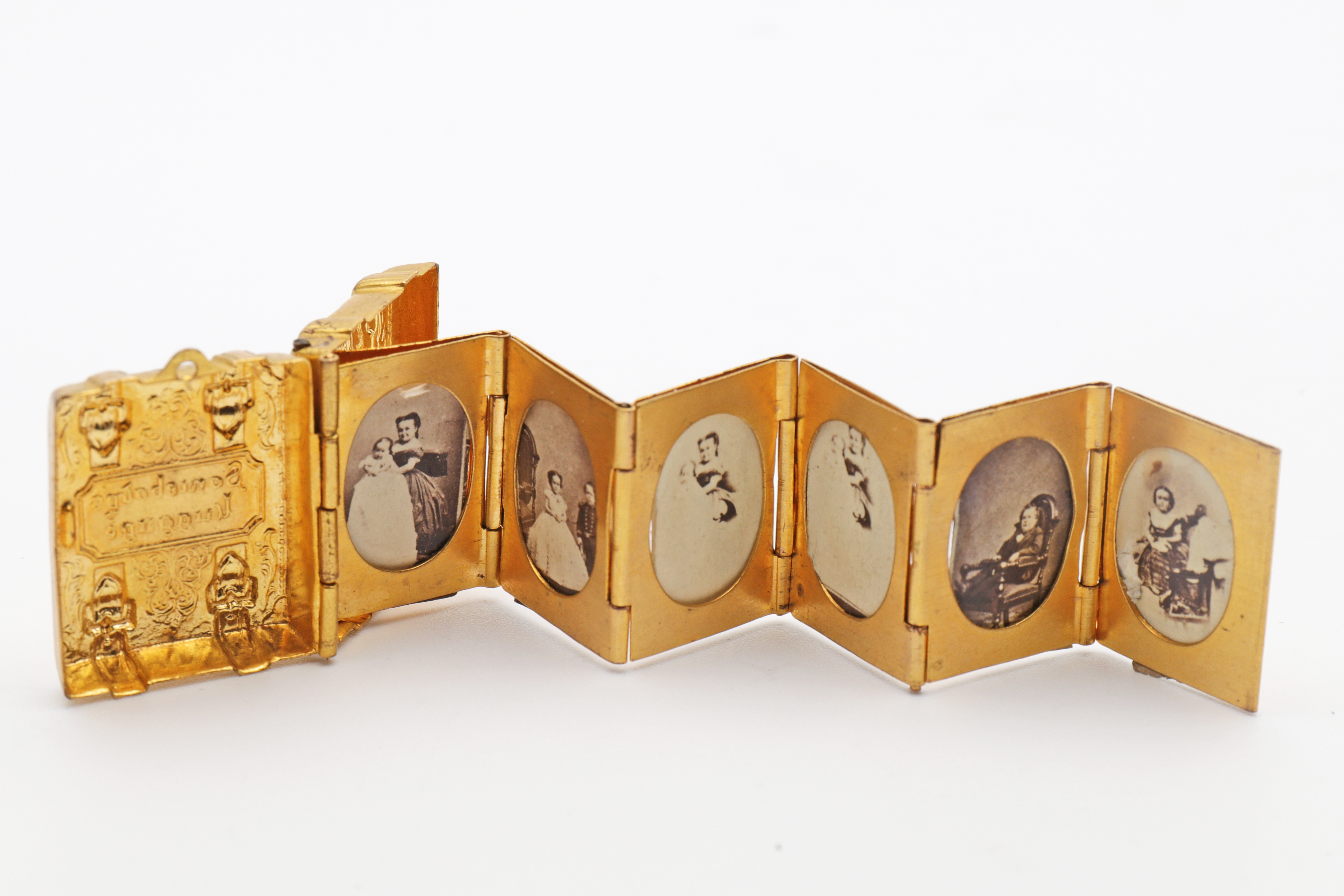
Весільний подарунковий фотоальбом Tom Thumb

Його шлюб у 1863 році з Лавінією Воррен, також маленькою людиною, став новиною на перших сторінках. Весілля відбулося в єпископальній церкві Грейс, а весільний прийом відбувся в нью-йоркському готелі Metropolitan Hotel. Пара стояла на роялі на прийомі, щоб привітати близько 10 000 гостей. Кумом на весіллі був Джордж Вашингтон Моррісон («Комодор») Натт, ще один карлик-виконавець, який працював у Барнума. Фрейліною була Мінні Воррен, сестра Лавінії. Після весілля пара була прийнята президентом Лінкольном у Білому домі. Страттон і його дружина разом гастролювали в Європі, а також у Британській Індії, зокрема в регіоні, який пізніше став Бангладеш.
Під керівництвом Барнума Страттон став багатою людиною. Він володів будинком у фешенебельній частині Нью-Йорка і паровою яхтою, а також мав гардероб із гарним одягом. Він також володів спеціально пристосованим будинком на одному з островів Тімбл у Коннектикуті. Коли Барнум потрапив у фінансові труднощі, Страттон виручив його. Згодом вони стали бізнес-партнерами. Востаннє Страттон з'явився в Англії в 1878 році.
У січні 1883 року Страттон зупинявся в Ньюхолл-хаусі Джона Ф. Антісдела в Мілвокі, коли спалахнула пожежа, яку історик Мілвокі Джон Гурда назвав би «однією з найгірших готельних пожеж в історії Америки». Понад 71 людина загинула, але Тома і Лавінію врятував їх менеджер Сильвестр Блікер.

## Смерть

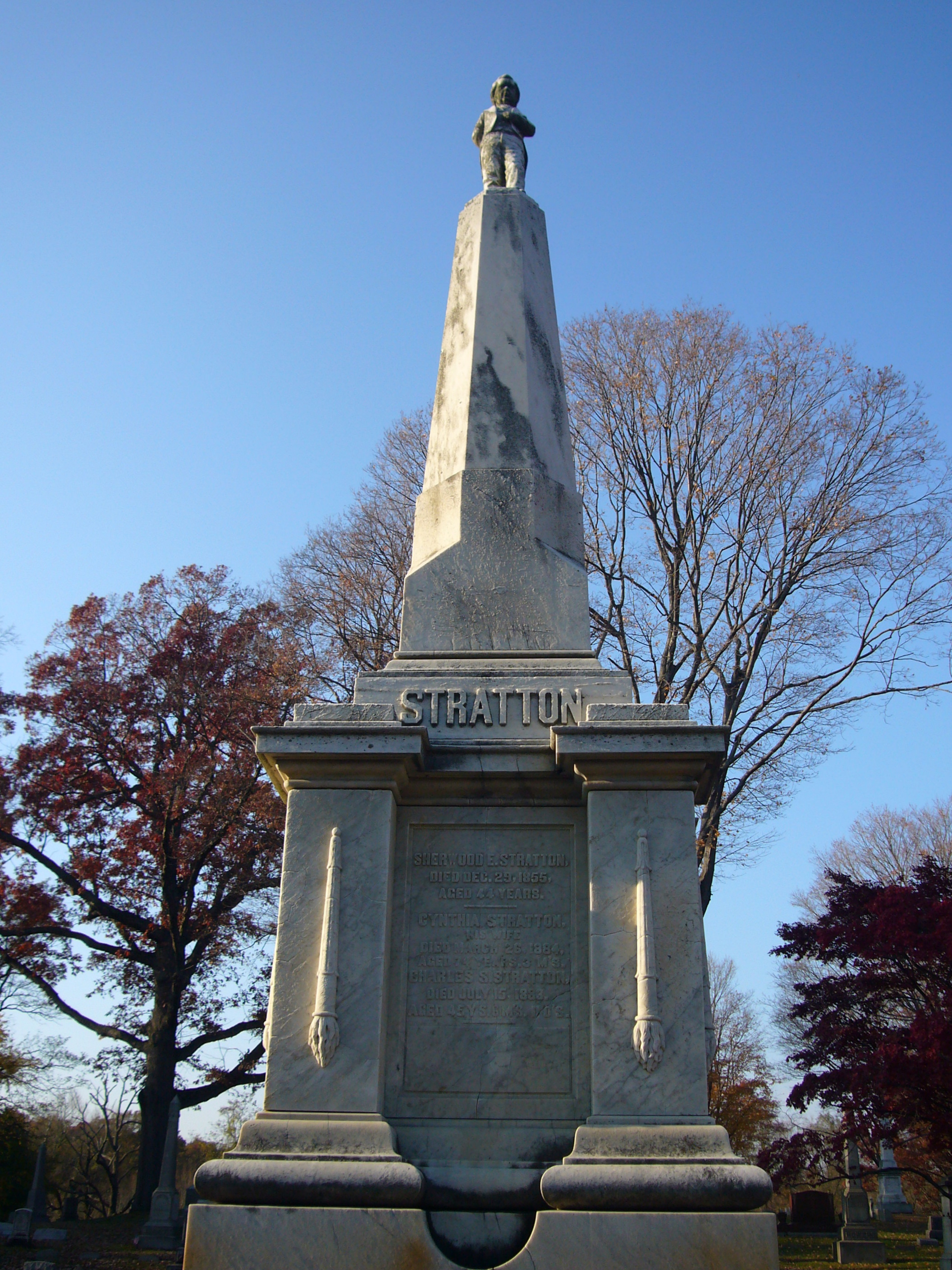
Могила Стратона на кладовищі Mountain Grove

Через шість місяців після того, як він пережив пожежу в будинку Ньюхолл, Страттон несподівано помер від інсульту. Йому було 45 років. Його з почестями поховали представники масонської ложі. На похороні були присутні понад 20 тисяч людей. Ф. Т. Барнум придбав статую Генерала Мізинчика в натуральну величину та поставив її як надгробний камінь на кладовищі Mountain Grove (яке сам заснував) у Бріджпорті, штат Коннектикут.
Коли Лавінія Воррен померла, понад 35 років потому, її поховали поруч із ним, на простому надгробку з написом «Його дружина».
У 1959 році вандали розтрощили статую Мізинчика. Він був відреставрований Товариством фестивалю Барнума та Асоціацією цвинтаря Маунтін-Гроув на кошти, зібрані шляхом громадських пожертв.
Причина крайньої низькорослості Страттона, тоді була невідома, сьогодні називається гіпофізарним нанізмом. Рентгенівські промені були відкриті 1895 року, через 12 років після смерті Стратона, і тодішні медичні методи не змогли визначити патологію (якщо така була), яка лежала в основі його мініатюрного розміру на той час.

## В екранізаціях
- Джордж Брасно зіграв генерала Тома Тумба у фільмі 1934 року «Могутній Барнум».
- Джиммі Клітеро зіграв генерала Тома Тумба у фільмі Жуля Верна «Ракета на Місяць» 1967 року.
- Пол Міллер зіграв генерала Тома Тумба в телефільмі 1986 року «Барнум!»
- Шандор Раскі зіграв генерала Тома Тумба в телефільмі 1986 року «Барнум».
- Ед Гейл зіграв генерала Тома Тумба в телефільмі 1995 року «Тед».
- Джош Раян Еванс зіграв генерала Тома Тумба в телефільмі 1999 року PT Barnum.
- Сем Хамфрі зіграв генерала Тома Тумба в музичному фільмі «Найвеличніший шоумен» 2017 року.